# Don't Go to Strangers
Don't Go to Strangers — студійний альбом американської джазової співачки Етти Джонс, випущений у 1960 році лейблом Prestige Records. 

## Опис
Записаний 21 червня 1960 року на студії Van Gelder Studio в Енглвуд-Кліффс (Нью-Джерсі).
Сингл «Don't Go to Strangers» посів 5-е місце в чарті R&B Singles і 36-е місце у чарті Billboard Hot 100 журналу «Billboard». Також пісня стала золотою і була продана 1 000 000 тиражем.
У 2008 році альбом був включений до Зали слави премії «Греммі».

## Список композицій
1. «Yes Sir, That's My Baby» (Гас Кан, Волтер Дональдсон) — 4:23
2. «Don't Go to Strangers» (Артур Кентц, Дейв Менн, Редд Еванс) — 3:51
3. «I Love Paris» (Коул Портер) — 4:01
4. «Fine and Mellow» (Біллі Холідей) — 5:52
5. «Where or When» (Лоренц Гарт, Річард Роджерс) — 3:51
6. «If I Had You» (Джиммі Кемпбелл, Кевін Коннеллі) — 3:51
7. «On the Street Where You Live» (Алан Джей Лернер, Фредерік Лоу) — 3:45
8. «Something to Remember You By» (Говард Діц, Артур Шварц) — 3:45
9. «Bye Bye Blackbird» (Морт Діксон, Рей Гендерсон) — 3:16
10. «All the Way» (Семмі Кан, Джеймс Ван Гейсен) — 4:39

## Учасники запису
- Етта Джонс — вокал
- Френк Весс — флейта, тенор-саксофон
- Річард Ваєндс — фортепіано
- Скітер Бест — гітара
- Джордж Дювів'є — контрабас
- Рой Гейнс — ударні

Технічний персонал
- Руді Ван Гелдер — інженер звукозапису
- ЛеРой Джонс — текст до обкладинки

## Хіт-паради
Сингли
| Рік  | Сингл                   | Чарт              | Позиція |
| ---- | ----------------------- | ----------------- | ------- |
| 1960 | «Don't Go to Strangers» | R&B Singles       | 5       |
| 1960 | «Don't Go to Strangers» | Billboard Hot 100 | 36      |